# Nikon D5600
Nikon D5600 – jednoobiektywowa lustrzanka cyfrowa znanej japońskiej firmy Nikon z matrycą DX, typu CMOS. Posiada bagnet mocowania obiektywu Nikon F. Jest następcą Nikona D5500.

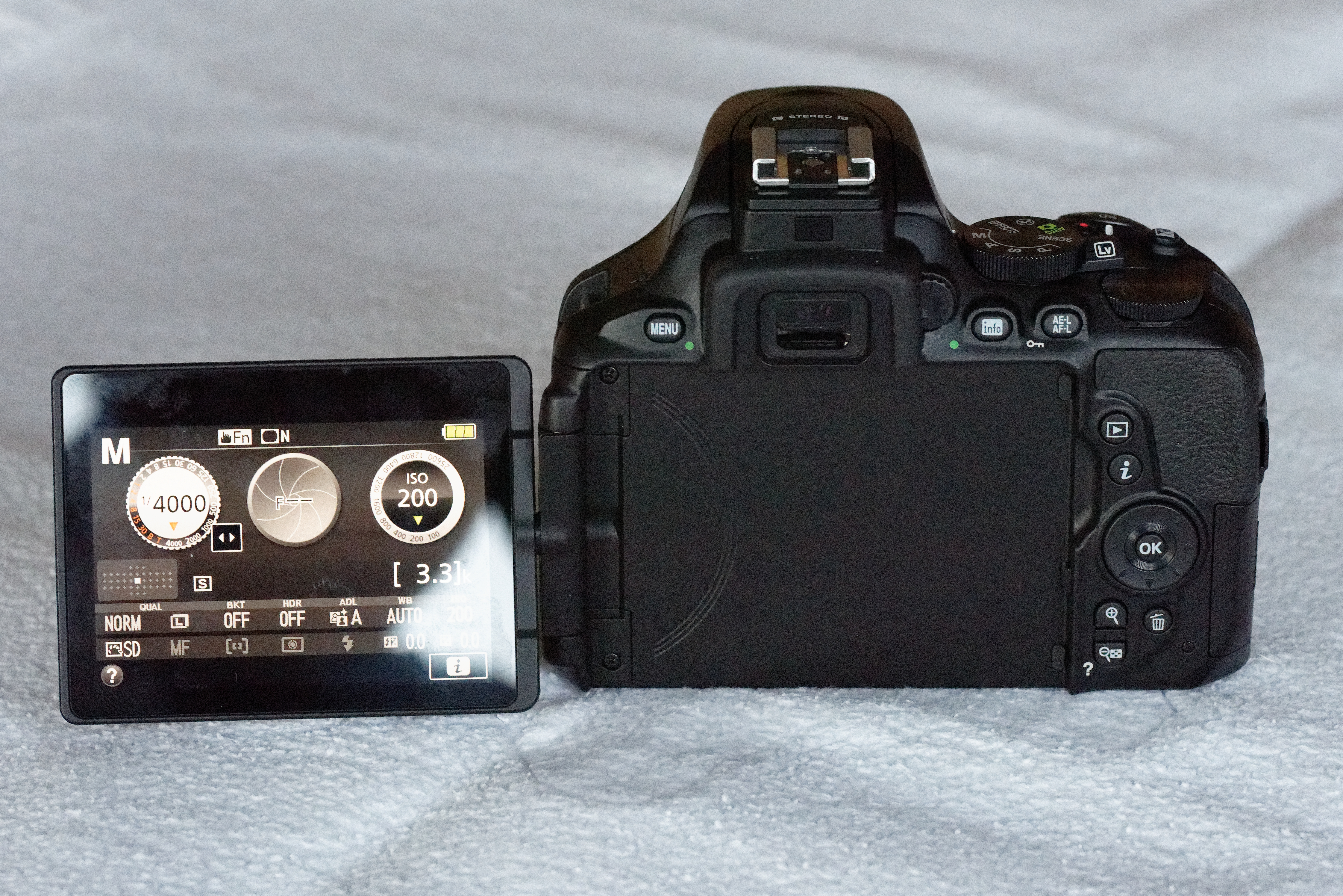
Tylny widok Nikona D5600. Widać na nim obracany i dotykowy wyświetlacz.